# Jour de colère (film, 2024)
Pour les articles homonymes, voir Jour de colère.
Pour plus de détails, voir Fiche technique et Distribution.
Jour de colère est un film franco-belgo-italien réalisé par Jean-Luc Herbulot et sorti en 2024,.
Il est présenté en avant-première mondiale au Festival international du film fantastique de Bruxelles, en avril 2024.

## Fiche technique
Sauf indication contraire, les informations mentionnées dans cette section peuvent être confirmées par les bases de données cinématographiques IMDb et Allociné,  présentes dans la section « Liens externes ».
- Titre français : Jour de colère
- Titre italien : Interstate, il profumo della morte[4]
- Titre de travail : La Saveur de la mort
- Réalisation : Jean-Luc Herbulot
- Scénario : Anthony Jaswinski, adapté par Jean-Luc Herbulot et Cédric Prévost
- Musique : Pierre Nesi
- Décors : Perrine Lejeune et Cédric Van Easbeek
- Costumes : n/a
- Photographie : Hugo Brilmaker
- Son : Matteo Di Simone et Olivier Rabat
- Montage : Raphael Lubczanski
- Production : Christophe Mazodier et Jean-Jacques Neira
  - Coproduction : Angelo Laudisa et Alessandro Valenti
  - Production associée : Hicham Benkirane, Todd Brown, David Claikens, Maxime Cottray, Philippe Logie, Sylvie Martin, Lawrence Mattis, Matt Smith et Alex Verbaere
- Sociétés de production : Polaris, en coproduction avec Circle of Confusion, HBK F.C., Fontana, Sirocco Films et XYZ Films
- Sociétés de distribution : KMBO (France) ; Belga Films (Belgique)
- Pays de production :  France,  Belgique,  Italie
- Langue originale : français, anglais, italien
- Format : couleur
- Genre : thriller fantastique
- Durée : 84 minutes
- Dates de sortie :
  - Belgique : 16 avril 2024 (Festival international du film fantastique de Bruxelles)
  - France : 18 septembre 2024

## Distribution
- JoeyStarr : Frank
- Asia Argento : Anna
- Joaquim Fossi : Virgil Hilsher
- Michele Riondino : César Falcone
- Michaël Abiteboul : Freddy
- Camille Pistone : Stefano
- Bérangère McNeese : Laure Mertens
- Keziah Walha : Frank jeune